# Анонимная типография
Так называемая «Анони́мная типогра́фия» (также иногда именуется типография Сильвестра) — первая типография в Москве, предположительно существовавшая в 1550—1560-х годах. Она носит такое условное название, поскольку на изданных типографией книгах не имеется никаких помет и имён издателей.

## История
Несмотря на то, что на изданных Анонимной типографией книгах нет датировок, учёные относят первую книгу, изданную Анонимной типографией, к 1553—1554 годам, то есть ещё до того, как первопечатник Иван Фёдоров опубликовал первую достоверно датированную московскую книгу — «Апостол», изданный по повелению царя Ивана IV Грозного и по благословению митрополита Макария 1 марта 1564 года. Достоверных сведений о создавших типографию и работавших в ней людях нет, однако в письме Ивана Грозного в Новгород, написанном ещё до выхода «Апостола», упоминаются «мастер печатных дел» Маруша Нефедьев и гравёр («умеет резать всякую резь») Васюк Никифоров. Существует предположение, что руководителем типографии был датчанин, печатник Ганс Мессингейм. Изучение использовавшихся мастерами печати приёмов печати и их сравнение с приёмами, использованными позднее в типографии Ивана Фёдорова, позволяют также предположить, что среди сотрудников Анонимной типографии могли быть также Иван Фёдоров и его коллега Пётр Мстиславец. Существует мнение, что учредителем первой русской типографии был деятель Избранной рады, священник Благовещенского собора Московского Кремля Сильвестр (отсюда второе название типографии), но оно не является общепризнанным.
Предположительно деятельность Анонимной типографии завершилась около 1567 года. По одной из версий, прекращение деятельности предприятия было связано с пожаром. Аргументом к тому, что типография была полностью уничтожена, служит тот факт, что печатный материал Анонимной типографии никогда более не использовался для печати каких бы то ни было иных изданий. Расположение типографии неизвестно, однако предположительно она располагалась в одном из подмосковных монастырей.
Посетивший Россию в 1588 году английский посланник Джайлс Флетчер писал в изданной им в 1591 году в Лондоне книге «О государстве Русском»: «…вскоре дом ночью подожгли, и станок с буквами совершенно сгорел, о чём, как полагают, постаралось духовенство».

## Издания Анонимной типографии
Известно семь дошедших до наших дней изданий, отпечатанных в Анонимной типографии. Эти книги продолжают традицию московской рукописной книги в текстологическом, филологическом, искусствоведческом, техническом планах. Так, в Четвероевангелиях используется текст, соответствующий так называемой четвёртой славянской редакции Нового Завета, а в Месяцеслов включены праздники русского происхождения (такие, как праздник Покрова Богородицы, Памяти князей Владимирских, Бориса и Глеба), которые имели хождение в Московском княжестве, в то время как южнорусские праздники отсутствуют. Водяные знаки на использованной бумаге соответствуют тем, что применялись в московских рукописных книгах. В качестве шрифта использован московский полуустав, характерный для конца XV — начала XVI веков.
Поскольку книги, отпечатанные в Анонимной типографии, не датированы, учёные устанавливают последовательность их выхода в свет, изучая приёмы печати, шрифты, бумагу. Исследователи приводят такую последовательность выхода анонимных изданий:
- Узкошрифтное Четвероевангелие (1553—1554) — впервые упомянуто в каталоге московского книготорговца Александра Сергеевича Ширяева в 1833 году, из-за чего Евангелие именуют также «ширяевским». Евангелие отпечатано на 326 листах большого формата, страницы не имеют нумерации. Известны 42 экземпляра этой книги[7][8].
- Триодь постная (1555—1556) известна с XVI века. Первая датированная Триодь была опубликована только в 1589 году, но первые упоминания о печатной Триоди относятся ещё к 1557 году, когда она относилась к собранию книг церкви Успения Богородицы в Коломне. Книга напечатана шрифтом, отличающимся от шрифта Узкошрифтного Четвероевангелия, страницы имеют нумерацию и размеры 111—122×220 мм. В книге используются две краски — чёрная и красная. В этой книге впервые использован метод «перекрещивания строк», который был впоследствии повторён Иваном Фёдоровым в его «Апостоле». Всего известны 20 экземпляров этой книги и ещё один фрагмент[7][9].
- Триодь цветная (1556—1557) в XIX веке хранилась в книжном собрании Павла Васильевича Щапова и была описана Алексеем Егоровичем Викторовым, однако её дальнейшая судьба неизвестна. До настоящего времени не сохранилось ни одного экземпляра этой книги — в Нижегородской области был обнаружен лишь небольшой фрагмент, вставленный в рукописную книгу. Экземпляр Щапова содержал 288 страниц, то есть примерно половину начального объёма книги. В технике печати была применена методика «перекрещивания строк», качество печати было выше, чем у Триоди Постной, шрифт был крупнее, чем в последней[7][10].
- Среднешрифтное Четвероевангелие (1558—1559) было описано в 1836 году Павлом Михайловичем Строевым по экземпляру из собрания Ивана Никитича Царского. Евангелие напечатано шрифтом, отличным от использовавшихся в предыдущих книгах, на 396 листах (среди которых один — 184-й, оставлен пустым) с форматом полосы набора 186—195 × 92—103 мм. Книга украшена многочисленными гравюрами на дереве, среди которых — первое известное гравированное изображение человека в русском изобразительном искусстве. Сохранились 34 экземпляра этого Четвероевангелия[7][11].
- Среднешрифтная Псалтырь (1559—1560) была обнаружена и впервые описана в 1871 году Вуколом Михайловичем Ундольским в книге «Очерк славяно-русской библиографии». Ветхий и неполный текст Псалтыри был приобретён им у купца А. К. Кочуева. Книга представляла собой издание в ¼ листа и состояла из 282 страниц, из которых 3 были пустыми. В Псалтыри использован тот же шрифт, что и в Среднешрифтовом Четвероевангелии[7][12].
- Широкошрифтное Четвероевангелие (1563—1564) так же, как и Среднешрифтное Червероевангелие, было описано Павлом Михайловичем Строевым по экземпляру из собрания Ивана Никитича Царского. Книга была напечатана новым шрифтом, отличным от тех, что использовались в описанных выше изданиях Анонимной типографии. При этом качество выключки серьёзно улучшилось отностительно предшествовавших изданий. В книге было 400 листов, последний из которых был пустым. Она была отпечатана методом двухпрогонной печати, заимствованной мастерами у славянских типографов Польши, Черногории и Валахии. Этот же типографский приём использовался позднее в книгах Ивана Фёдорова. До настоящего времени сохранились 26 экземпляров Четвероевангелия[7][13].
- Широкошрифтная Псалтырь (1564—1565) была впервые описана Алексеем Егоровичем Викторовым в 1877 году по образцу, поступившему в Московский публичный и Румянцевский музеи из Санкт-Петербургской духовной академии. Книга была отпечатана тем же шрифтом, что и Широкошрифтное Четвероевангелие на бумаге, подобной той, на которой позднее был напечатан «Апостол» Ивана Фёдорова. Несмотря на это, Викторов сделал парадоксальный вывод, что книга была отпечатана в Вильно, однако позднее он изменил своё мнение и решил, что она была издана в Анонимной типографии. До настоящего времени сохранились 6 экземпляров этой Псалтыри, однако все они неполные и не имеют конца. Поэтому сложно сказать, какое количество листов было в изначальном издании, но никак не меньше 264[7][14].